# Javier Oliva González
Javier Oliva González, più noto solo come Xavi Oliva o anche solo come Oliva (L'Hospitalet de Llobregat, 29 maggio 1976), è un ex calciatore spagnolo, che giocava come portiere.

## Carriera
Dopo un modesto inizio con le squadre-riserve di RCD Espanyol e CF Valencia, la carriera professionistica di Xavi Oliva inizia nella stagione 1999-2000, quando firma per il Recreativo Huelva, con cui collezionerà 5 partite in Segunda División.
In seguito, Oliva viene ingaggiato dal Gimnàstic de Tarragona, giocando con questo in Segunda División e Segunda División B, per poi trasferirsi al Castellón nel 2002.
Con il Castellón, otterrà la promozione nel 2005.
Nelle ultime due stagioni, con l'arrivo dell'ex-madridista Carlos Sánchez, Oliva perde il posto da titolare e, nel giugno 2009, decide di non rinnovare il contratto con la squadra valenciana, firmando un contratto biennale con il Villarreal: questa è la sua prima esperienza in Liga BBVA.
Debutta ufficialmente con il club il 4 novembre 2009, sostituendo l'infortunato Diego López nella gara di Europa League contro la Lazio vinta 4-1.

## Palmarès
- Tercera División spagnola: 1

Espanyol B: 1995
- Segunda División B spagnola: 1

CD Castellón: 2003